# Stefan Gomowski
Stefan Edward Gomowski (ur. 30 lipca 1943 w Grudziądzu, zm. 27 czerwca 2024) – polski działacz opozycji w PRL.

## Edukacja
W 1968 ukończył studia na Wydziale Mechanicznym Politechniki Gdańskiej. W 1977 obronił doktorat.

## Kariera zawodowa
W latach 1968–1969 zatrudniony w Zakładach Mechanicznych w Chełmnie. Następnie pracował na Politechnice Gdańskiej, w 2003 przeszedł na emeryturę.

## Działalność polityczna i społeczna
Organizował i uczestniczył w strajkach w latach 1968, 1980 i 1981. W 1980 był współzałożycielem Klubu Inteligencji Katolickiej w Gdańsku. We wrześniu tego samego roku na Politechnice Gdańskiej był przewodniczącym Komitetu Założycielskiego NSZZ „Solidarność”, a następnie członkiem Komisji Zakładowej i Komisji Rewizyjnej. W lipcu 1981 był delegatem na I Walny Zjazd Delegatów Regionu Gdańskiego. W latach 1982–1988 przewodniczył Komisji Charytatywnej przy kościele Św. Brygidy w Gdańsku. Był współzałożycielem BBWR. W latach 1995–1998 był członkiem Zarządu Własnościowej Spółdzielni Mieszkaniowej Nasz Dom w Gdańsku.

## Odznaczenia
- Pro Ecclesia et Pontifice (1987)
- Krzyż Komandorski Orderu Odrodzenia Polski (1988, przez prezydenta RP na Uchodźstwie Kazimierza Sabbata)
- Złoty Krzyż Zasługi (1994)
- Krzyż Wolności i Solidarności (2019)[6]